# ころもゆうぎ
『ころもゆうぎ』は、雑誌『マジキュー』（エンターブレイン発行）でVol.34（2006年12月発売号）からVol.40（2007年6月発売号、最終号）まで連載されていた読者参加企画。MALINO・画、DEJA VU ARTWORKS・構成。
3人のキャラクターが毎回、読者からリクエストのあった衣装（メイド服、花嫁衣装他）の着付けの工程を、図解入りで説明する。なお、掲載誌は既に休刊しているが、最終回では他誌において連載再開準備中である旨が告知されている。また、同人サークルDEJA VU ARTWORKSより、2007年11月に同人誌として、『ころもゆうぎ -巫女装束の着方-』が頒布されている。
連載記事（同人誌含む）は加筆修正の後に、2009年に新紀元社より『ころもゆうぎ -女の子の着替え全部魅せます-』として単行本化された。

## 登場人物
各キャラクターの名称は2001年5月にさいたま市が発足した際に前身となった3市（浦和市・大宮市・与野市）に由来する。
なお、年齢とスリーサイズは雑誌連載時のデータである。2年後の単行本化の際に、姫乃以外は久々に引っ張り出した連載時のレギュラー衣装が成長のため着用出来ない事態に陥り（さくら曰く「和服はセーフだが、洋服は全滅」）、結局、サイズを変えて新調する羽目になっている。
浦和 姫乃（うらわ ひめの）
13歳。身長130cm、B 62 / W 53 / H ??
旧家のお嬢様。金髪碧眼で3人の中ではいちばん背が低く、典型的な幼児体型だが態度はいちばん大きい。好きな衣装はゴスロリ。
大宮 さくら（おおみや さくら）
16歳。身長165cm、B 93 / W 58 / H 88
神社の娘で、髪型は黒髪ロング直毛な大和撫子スタイル。巫女装束はもとより和服の着付け全般に詳しい。巨乳であることにはややコンプレックスを抱いている。
与野 衣織菜（よの えりな）
15歳。身長158cm、B 83 / W 57 / H 84
甘味処の娘。6個の鈴を付けた三つ編みツインテールが特徴の眼鏡っ娘。常に沈着冷静で、仕切り役に徹している。好きな衣装はエプロンドレス。
たまちゃん
最終回に登場。『マジキュー』のマスコットキャラクターにして、同誌のお助け隊長な女の子。エプロン付きのミニ丈和服姿がトレードマーク。
「休刊のため、ころもゆうぎ連載は今回で終了です」と知らせて姫乃に首を絞められているが、他誌において連載再開準備中である旨を告げてフォローしている。

## 衣装リスト
1. Vol.34（2006年12月発売号）晴れ着
2. Vol.35（2007年 1月発売号）メイド服（秋葉原のメイド喫茶「ガーデンフェアリー」の物）
3. Vol.36（2007年 2月発売号）フィギュアスケートウェア
4. Vol.37（2007年 3月発売号）セーラー服。特別企画として、18禁PCゲーム「うつりぎ七恋天気あめ」に登場のセーラー服も紹介。
5. Vol.38（2007年 4月発売号）ロリィタファッション。
6. Vol.39（2007年 5月発売号）スポーツファッション（ソフトボール、チアガール、体操服）
7. Vol.40（2007年 6月発売号）ウエディングドレス & カクテルドレス
8. 同人誌（2007年11月4日頒布）巫女装束
9. 同人誌（2008年 5月5日頒布）下着
10. 単行本2（2009年9月5日発行）自衛隊制服

## 書籍
- MALINO『ころもゆうぎ -女の子の着替え全部魅せます-』 新紀元社 全2巻

1. ころもゆうぎ -女の子の着替え全部魅せます- (1)（2009年9月5日発行） ISBN 978-4-7753-0760-1
2. ころもゆうぎ -女の子の着替え全部魅せます- (2)（2010年11月25日発行） ISBN 978-4-7753-0864-6